# Jonas Thern
Jonas Magnus Thern (Falköping, Suecia, 20 de marzo de 1967) es un ex-futbolista sueco, se desempeñaba como centrocampista y luego se dedicó a la dirección técnica. Actualmente trabaja como comentarista deportivo y es profesor.

## Selección nacional
Fue internacional sueco en 75 ocasiones anotando 6 goles, participó en la Eurocopa 1992 celebrada en su país y en dos campeonatos mundiales, Italia 1990 y Estados Unidos 1994, donde Suecia en gran campaña quedó tercera, además jugó en la olimpiadas de Barcelona 1992
Fue el capitán de la escuadra sueca desde 1990 hasta 1997.

## Clubes
| Club            | País     | Año       | Partidos | Goles |
| Malmö FF        | Suecia   | 1985-1987 | 41       | 6     |
| FC Zürich       | Suiza    | 1987-1988 | 2        | 1     |
| Malmö FF        | Suecia   | 1988-1989 | 35       | 5     |
| SL Benfica      | Portugal | 1989-1992 | 100      | 10    |
| S. S. C. Napoli | Italia   | 1992-1994 | 48       | 1     |
| AS Roma         | Italia   | 1994-1997 | 59       | 3     |
| Rangers FC      | Escocia  | 1997-1999 | 23       | 5     |

## Palmarés
Malmö FF
- Allsvenskan: 1984-85, 1985-86, 1986-87, 1988-89
- Copa de Suecia: 1986

SL Benfica
- Primera División de Portugal: 1990-91
- Supercopa de Portugal: 1989

- Datos: Q535027
- Multimedia: Jonas Thern / Q535027